# Liu Xie
Liu Xie (ur. 465, zm. 522) – chiński krytyk literacki i bibliotekarz z czasów dynastii Liang. Pracował wpierw w bibliotece jednej z głównych świątyń stolicy, następnie w bibliotece cesarskiej. Buddysta, pod koniec życia wycofał się do klasztoru, zostając mnichem. Jego biografia zawarta jest w Liangshu.
Napisał pierwsze dzieło chińskiej krytyki i teorii literatury - Umysł literacki i rzeźbienie smoków (Wen xin diao long). Wykorzystał w nim doświadczenie, jakiego nabrał przy redakcji sutr buddyjskich i przedstawił spójny wykład myśli krytycznoliterackiej. Część pierwsza księgi dyskutuje pochodzenie pisma i literatury, omawia i opisuje krytycznie kilkadziesiąt gatunków literackich; część druga zajmuje się tworzeniem dzieła literackiego: doborem tonu, słownictwa, figur stylistycznych itp.